# Karek Hir

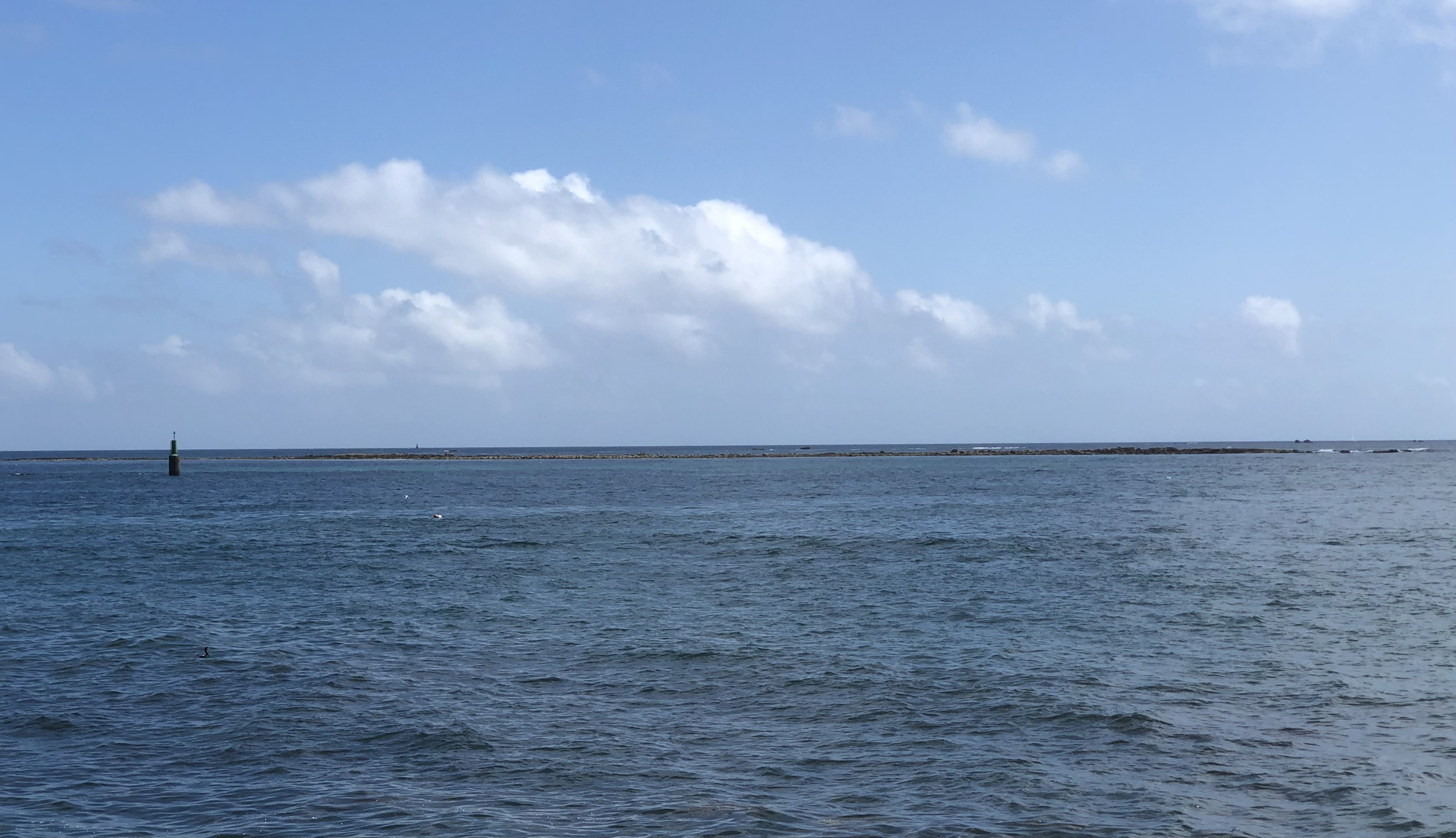
Karek Hir bei Ebbe im Jahr 2022, Blick von Men Meur aus nordwestlicher Richtung

Karek Hir, auch Harek Hir, ist ein Felsenriff in der Biskaya.
Es gehört zu Frankreich und liegt etwa einen Kilometer südlich der Küste der Bretagne vor den Orten Guilvinec und dem zur Gemeinde Treffiagat gehörenden Léchiagat.
Das Riff erstreckt sich in West-Ost-Richtung über etwa 650 Meter bei einer Breite von bis zu ungefähr 120 Metern. Bei Flut ist Karek Hir vollständig überspült, tritt jedoch bei Ebbe über die Wasseroberfläche. In der unmittelbaren Umgebung befinden sich mehrere Seezeichen.